# Platystethynium onomarchicidum
Platystethynium onomarchicidum är en stekelart som beskrevs av Dmitriy Alekseevich Ogloblin 1946. Platystethynium onomarchicidum ingår i släktet Platystethynium och familjen dvärgsteklar. Inga underarter finns listade i Catalogue of Life.